# Deutscher Hochseesportverband HANSA
Der Deutsche Hochseesportverband HANSA e. V. (DHH) ist ein gemeinnütziger Verein, der auf Segelausbildung ausgerichtet ist. Er hat rund 14.500 Mitglieder.

## Betätigungsfeld
Der Verein betreibt heute zwei Segelschulen:
- die Hanseatische Yachtschule (HYS) im Quellental bei Glücksburg an der Flensburger Förde.[2]
- die Chiemsee Yachtschule (CYS) in Harras in Prien am Chiemsee.[3]
- Die Yachtschule Elba (YSE) in Portoferraio auf der italienischen Insel Elba wurde 2018 aufgegeben.
- Die 1937 eröffnete DHH-Segelschule am Steinhuder Meer (SSS) in Niedersachsen wurde 1987 aufgegeben und als Segelstützpunkt bis 1991 weitergeführt.[4]

Zur DHH-Flotte gehören mehr als 200 Boote, vom einfachen Ausbildungsboot bis zu großen seegängigen Yachten. Der DHH beschäftigt rund 30 festangestellte Mitarbeiter und 500 ehrenamtliche Saisonsegelausbilder aus dem Mitgliederkreis. Er bietet Kurse an den Segelschulen für alle Sportbootführerscheine See, Sportbootführerscheine Binnen und Sportschifferscheine, Fernkurse (u. a. auch für die Funkzeugnisse), Segelferien und Trainings an und veranstaltet Segeltörns in vielen Revieren weltweit.
Elf Zweigstellen in Deutschland und eine in Wien widmen sich hauptsächlich der Theorieausbildung im Winter; 18 Seglertreffs veranstalten gesellige Abende. Nach Angaben des Vereins nehmen jährlich 6.000 Segler an diesen Veranstaltungen teil. Nach Abschluss ihrer Ausbildung in den verschiedenen Praxis- und Theoriekursen legen jährlich über 1.200 Teilnehmer erfolgreich ihre Segelscheinprüfungen ab.
Der DHH ist als gemeinnützig anerkannt. Er fördert den Segelsport, die internationale Jugendbegegnung und das Mitgliedersegeln. Im Jahr 2011 initiierte er den European Sailing Academies Cup, bei dem jährlich Ausbilderteams renommierter Segelschulen in Regatten gegeneinander antreten. Die Regattagruppe des DHH ist als Segelverein Mitglied des Deutschen Segler-Verbandes. Die Yachtschule in Glücksburg ist immer wieder Veranstaltungsort für die Prüfung zur DSV-Segellehrerlizenz oder auch für Regatten im Rahmen der deutschen Segel-Bundesliga.
Der DHH finanziert sich aus den Kursgebühren, Mitgliedsbeiträgen und privaten Spenden. Letztere werden primär dazu eingesetzt, die Flotte der eigenen Ausbildungsschiffe und die Infrastruktur an den Yachtschulen zu erhalten bzw. zu modernisieren. So wurden mit der Anschaffung von zahlreichen Yachten, mit Umbauten an der CYS in den vergangenen Jahren große Investitionen umgesetzt; an der HYS wurde im November 2017 der Bau einer neuen Bootshalle fertiggestellt.
Sowohl der Verein, als auch seine Regattagruppe werden seit 1997 von der Eberhard Wienholt-Stiftung unterstützt. Die Stiftung hat es sich zur Aufgabe gemacht, den Hochsee-Segelsport im Bereich der Ausbildung Jugendlicher zu fördern.

## Geschichte
Der Verein wurde im Jahr 1925 von Vizeadmiral a. D. Adolf Lebrecht von Trotha, als 1. Vorsitzendem, aus Mitteln des Ruhrfonds als klandestine „wehrsportliche Schulungseinrichtung“ der Reichsmarine gegründet und war ab 1934 Teil des Reichsbunds Deutscher Seegeltung. Bereits in den Anfangsjahren stand die Ausbildung der deutsch gesinnten jungen Leute unter dem Motto: „Unbedingte Unterordnung, Pflichttreue und Pünktlichkeit“. Ab dem Jahr 1933 verlor der militärische Schulungszweck seine Priorität; das Damensegeln wurde mehr und mehr popularisiert, und der Verein baute eine enge Kooperation mit der NS-Gemeinschaft Kraft durch Freude (KdF) auf. Die KdF-Organisation konnte auf die Segelschulen und hochseetauglichen Yachten des DHH zugreifen, und im März 1938 wurde der Verein korporativ der Kraft durch Freude eingegliedert. Adolf von Trotha blieb 1. Vorsitzender bis zum Jahr 1940.
Mitte der 1960er Jahre war der Konteradmiral Bernhard Rogge 1. Vereinsvorsitzender. Schulleiter der Hanseatischen Yachtschule war von 1953 bis 1958 der ehemalige Schnellboot-Kommodore Rudolf Petersen.

## Selbstdarstellung
Bei der Darstellung seiner Vergangenheit setzt der DHH auf ein reputationsorientiertes, geschöntes Geschichtsbild und feiert regelmäßig seine jeweiligen Jubiläen unter Beteiligung der Presse; die NS-Zeit wird dabei übersprungen. Offenbar musste der Verein in dieser Zeit gar nicht „gleichgeschaltet“ werden, wie in der Vereinszeitschrift Der Blaue Peter 2013 behauptet wird, wenn in personeller Kontinuität sowohl der 1. Vorsitzende Adolf von Trotha als auch der Geschäftsführer Oberleutnant z. S. a. D. Rudolf Niemann NSDAP-Parteigenossen waren. Niemann war auch in der Zeit von 1956 bis 1967 wieder Geschäftsführer.

## Publikationen
Der Verein ist Herausgeber des Buches Seemannschaft, Handbuch für den Yachtsport. Die 1. Auflage erschien 1929 unter dem Titel Seemannschaft. Handbuch für Segler und Motorbootfahrer für den Unterricht an der Hanseatischen Yachtschule Neustadt in Holstein. Die 2. Auflage von 1932 hatte den Titelzusatz „mit Einschluß der terrestrischen Navigation“. Ab der 8. Auflage 1955 wurde der Untertitel zu Handbuch für Segler verkürzt und 1969 mit Erscheinen der 13. Auflage in Handbuch für den Yachtsport geändert. 2019 erschien die 32. Auflage.
Von 1960 bis 1976 hat der DHH Das kleine Handbuch der Seemannschaft für Binnensegler in sechs Auflagen herausgegeben.

### Der Blaue Peter

Signalflagge P, Namensgeber der Mitgliederzeitschrift

Der Blaue Peter ist die Mitgliederzeitschrift des Vereins. Sie erscheint viermal jährlich. Der Titel leitet sich vom Blauen Peter – der Signalflagge P – ab, der, wenn ein Schiff ihn setzte, ansagte, es werde binnen 24 Stunden den Hafen verlassen – wichtig für Lieferanten, die noch Außenstände einzutreiben hatten sowie für Mannschaftsmitglieder auf Landurlaub. Von 2011 bis einschließlich 2020 beinhaltete Der Blaue Peter die Beilage Segeln.
- 1925–1929: Nachrichten des Deutschen Hochseesportverbandes Hansa e. V. bzw. Mitteilungen …. [5 Jahrgänge]
- 1930–1933: Der Blaue Peter. Zeitschrift für Segeln und Seefahrt. Organ d. Deutschen Hochseesportverbandes Hansa e. V. und seiner Yachtschulen. [Jahrgang 6 bis 9]
- 1934–1939: Die Flagge. [gilt als Parallelausgabe des Blauen Peter, Jahrgang 10 bis 15]
- ab 1953: Der Blaue Peter. Autorisierte ISSN 0006-4637. [2013 = 70. Jahrgang; der DHH zählt aber 2013 den 68. Jahrgang]